# 大直沽街道
大直沽街道，是中华人民共和国天津市河东区下辖的一个乡镇级行政单位。

## 行政区划
大直沽街道下辖以下地区：
文华里社区、和进里社区、津塘村社区、后台社区、汇贤里社区、荣兴温泉公寓社区、福泽温泉公寓社区、宫前园社区、东宿舍社区、蝶桥公寓社区、神州花园社区、直沽园社区、萦东温泉花园社区和靓锦名居社区。